# Ignacy Jan Paderewski
Ignacy Jan Paderewski (ur. 25 października?/6 listopada 1860 [lub 1859] w Kuryłówce, zm. 29 czerwca 1941 w Nowym Jorku) – polski pianista, kompozytor, działacz niepodległościowy, mąż stanu i polityk. Pod jego bezpośrednim wpływem prezydent Woodrow Wilson umieścił w swoim ultimatum uzależniającym podpisanie przez Stany Zjednoczone traktatu wersalskiego trzynasty punkt domagający się zgody stron traktatu na suwerenność Polski – dzięki któremu w traktacie zapisano utworzenie niepodległego państwa polskiego.
Od 1919 roku sprawował funkcje premiera i ministra spraw zagranicznych RP. Paderewski był absolwentem Instytutu Muzycznego (późniejszego Konserwatorium Warszawskiego). Otrzymał m.in. Order Orła Białego, francuski Krzyż Wielki Legii Honorowej oraz tytuł Rycerza Wielkiego Krzyża Orderu Imperium Brytyjskiego.

## Życiorys

### Dzieciństwo i młodość

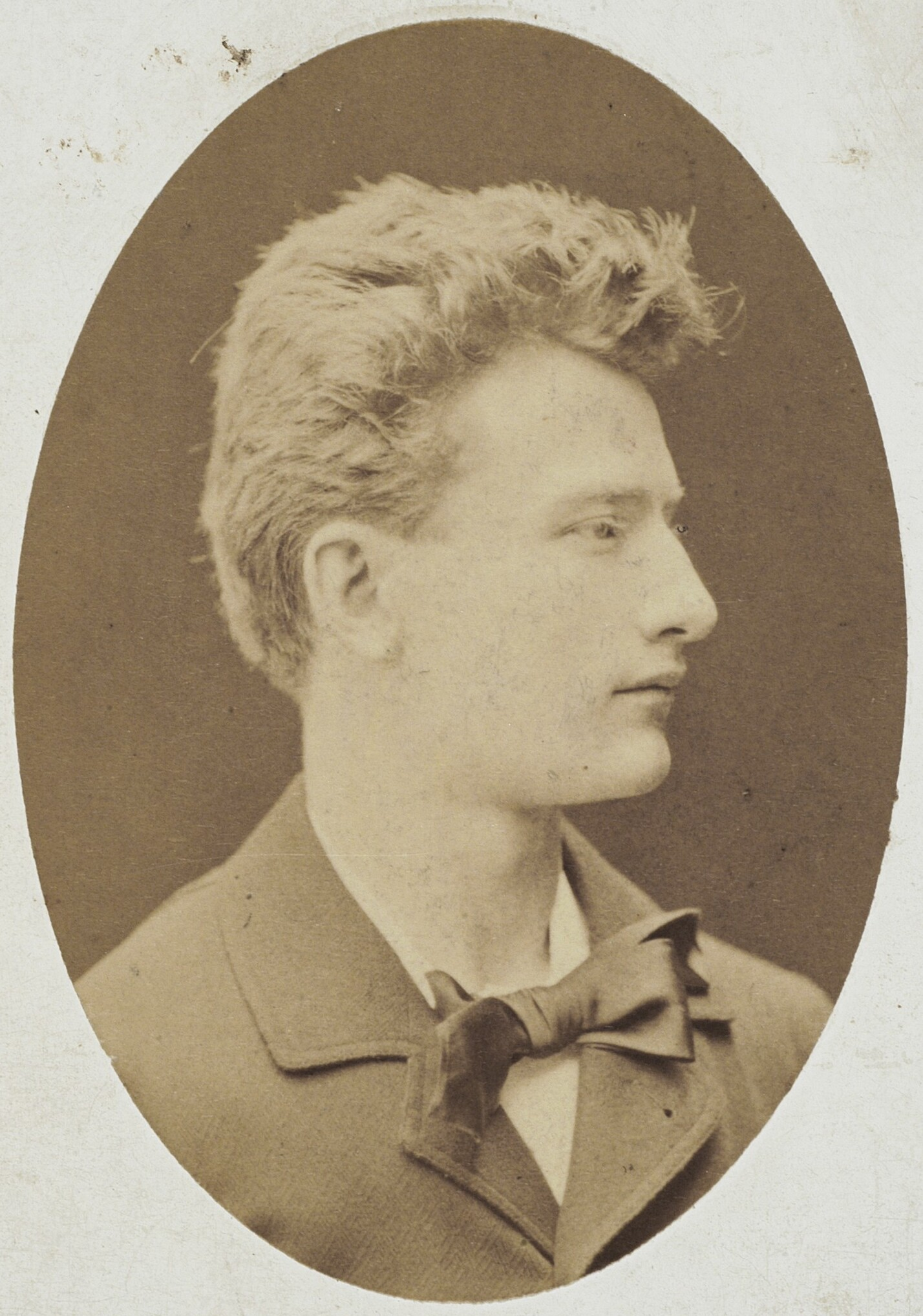
Ignacy Jan Paderewski około 1880

Ignacy Jan Paderewski przyszedł na świat w 1860 roku w Kuryłówce na Podolu, w rodzinie pieczętującej się herbem Jelita. Matka, Poliksena z domu Nowicka, córka Zygmunta, filomaty i przyjaciela Adama Mickiewicza, zmarła kilka miesięcy po jego narodzinach (pochowano ją w rodzinnej Kuryłówce). Jedynym opiekunem Ignacego i jego starszej siostry Antoniny był ojciec Jan Paderewski – uczestnik powstania styczniowego, który za udział w nim odbył karę roku więzienia w Kijowie, a następnie zarabiał na życie jako administrator jednego z majątków na Podolu. Zmarł niedługo później i został pochowany na cmentarzu w Żytomierzu.
Po śmierci ojca Paderewskim opiekowała się ciotka. Duży wpływ na jego wychowanie wywarł były powstaniec listopadowy, Michał Babiński. Uczył chłopca historii, geografii, języka francuskiego i literatury polskiej. Ignacy, od dzieciństwa, przejawiał uzdolnienia muzyczne grając na starym, rodzinnym fortepianie.
W latach 1872–1878 zdobył wykształcenie w warszawskim Instytucie Muzycznym (od roku 1919 noszącym nazwę Konserwatorium Warszawskie). Tam studiował grę na fortepianie pod kierunkiem Rudolfa Strobla, Juliusza Janothy, Romana Schlözera i jego brata Pawła Schlözera. W zakresie przedmiotów teoretycznych kształcił się pod kierunkiem Gustawa Roguskiego który, z kolei, był uczniem Hectora Berlioza. Po ukończeniu uczelni z odznaczeniem, Paderewski, otrzymał w niej posadę nauczyciela kursu średniego fortepianu. Utrzymywał się grając na przyjęciach, komponując i wykonując własne utwory, a także udzielając lekcji gry na fortepianie. Mimo powszechnego uznania mówił, że musi jeszcze wiele się nauczyć, dlatego potrafił ćwiczyć nawet po 12 godzin dziennie. W 1880 roku poślubił Antoninę Korsakównę. Po śmierci żony w 1881 roku (która pozostawiła go z kalekim kilkumiesięcznym synem Alfredem), wyjechał doskonalić swój warsztat do Berlina.

### Kariera muzyczna
W czasie zagranicznych wojaży Paderewski spotkał m.in. słynną polską aktorkę Helenę Modrzejewską. Ta, zafascynowana jego talentem, podarowała mu pokaźną sumę pieniędzy. Za tę kwotę mógł kontynuować naukę w Wiedniu, pod kierownictwem Teodora Leszetyckiego. Jego mistrz polecił go później na posadę nauczyciela gry na fortepianie w Strasburgu. Pierwszy większy sukces odniósł, debiutując jako pianista w 1887, a w 1888 roku miał miejsce jego pierwszy duży koncert w Paryżu. Tam też spotkał i zaprzyjaźnił się z kompozytorem Camillem Saint-Saënsem .

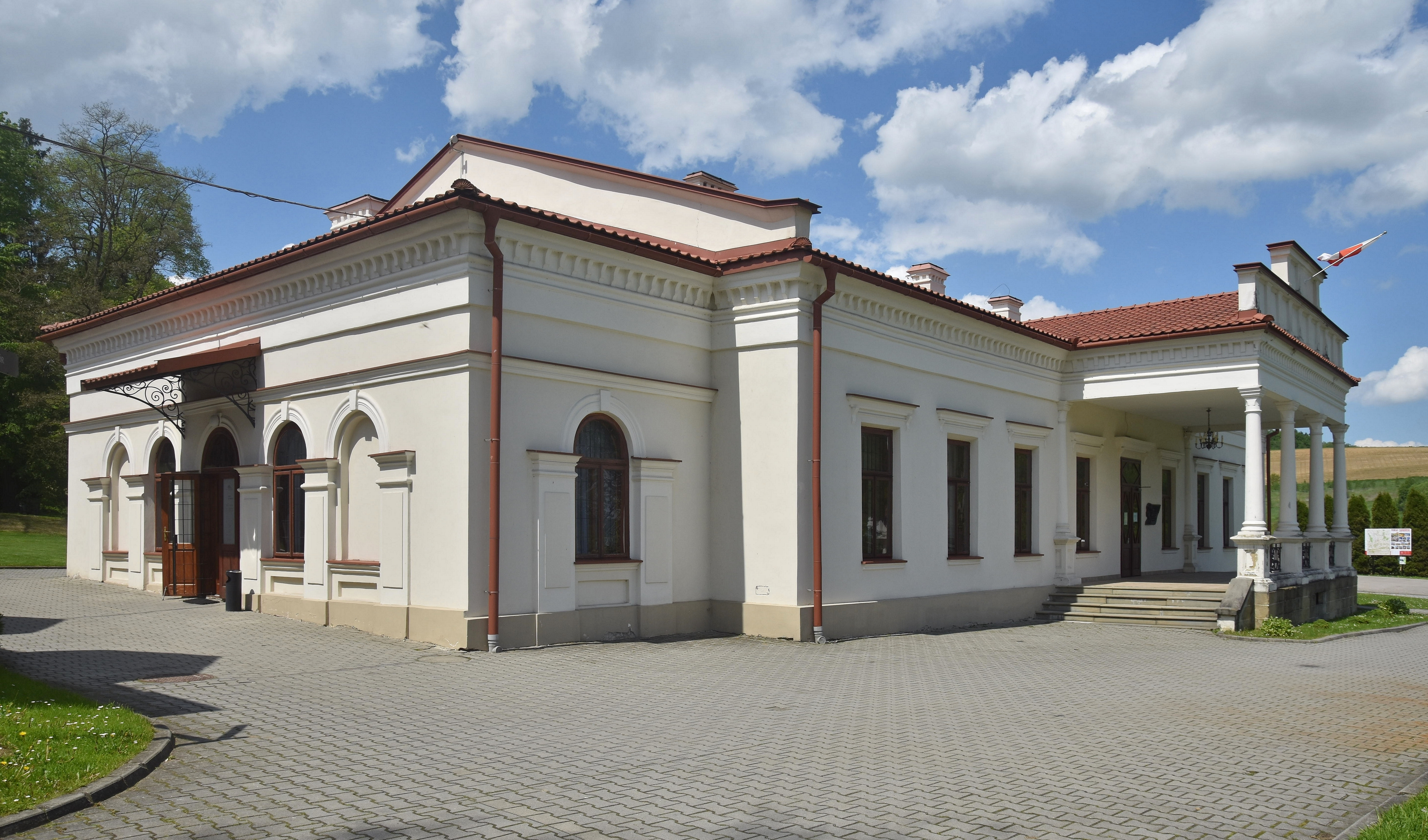
Jedyny zachowany dom Ignacego Jana Paderewskiego – muzeum w Kąśnej Dolnej, nieopodal Ciężkowic

Później, przez pewien czas, przebywał w Londynie, gdzie koncertował między innymi przed królową Wiktorią. Sytuacja finansowa zmusiła Paderewskiego do odbycia tournée po Stanach Zjednoczonych w latach 1891–1892, które okazało się wielkim sukcesem. Zdecydował zamieszkać w USA. Zyskał tam sobie ogromną popularność. Nazywano go „największym ze wszystkich”, „mistrzem”, „królem pianistów”, „czarodziejem klawiatury” oraz „Lwem Paryża”. Podczas koncertowania w USA doznał kontuzji dłoni. Myślał nawet o zakończeniu kariery. Sprawność dłoni przywrócił mu Friedrich Lange – pionier niemieckiej chirurgii w Stanach. W 1899 roku Paderewski ożenił się z Heleną Marią Górską z domu Rosen. Para kupiła dworek w Kąśnej Dolnej (koło Tarnowa), ale państwo Paderewscy osiedli na stałe w Szwajcarii, w posiadłości Riond-Bosson w Tolochenaz, niedaleko Morges (w pobliżu Lozanny) .
Paderewski skomponował swoje jedyne dzieło sceniczne, operę Manru, na przełomie stulecia. Jej prapremiera odbyła się w Dreźnie 29 maja 1901 roku, a wkrótce zaprezentowano dzieło we Lwowie. Prapremiera amerykańska odbyła się w Metropolitan Opera 14 lutego 1902 roku. Odbyło się jeszcze 9 przedstawień w tym samym sezonie, po czym operę zdjęto z afisza i nigdy nie została wystawiona ponownie. Manru do dziś pozostaje jedyną operą skomponowaną przez Polaka, która została wystawiona w Metropolitan Opera .
|  |  |

### Polityka

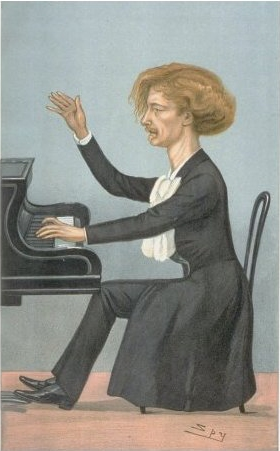
Karykatura w „Vanity Fair”, 1899

Na zlecenie Paderewskiego w 1908 roku rzeźbiarz Antoni Wiwulski wykonał pomnik upamiętniający zwycięstwo wojsk polskich w bitwie pod Grunwaldem. Monument został odsłonięty w 1910 roku w Krakowie, w obecności ponad 150 tys. osób. Paderewski wygłosił wówczas przemówienie o charakterze niepodległościowym.

Po wybuchu I wojny światowej zaczął prowadzić szeroko zakrojoną działalność dyplomatyczną na rzecz Polski, wykorzystując swą popularność na Zachodzie. Paderewski zbierał m.in. fundusze na pomoc ofiarom wojny i był jednym ze współzałożycieli komitetów pomocy Polakom w Paryżu i Londynie. W 1915 roku wraz z Henrykiem Sienkiewiczem założył w Vevey Szwajcarski Komitet Generalny Pomocy Ofiarom Wojny w Polsce. W tym samym roku wyjechał do Stanów Zjednoczonych, gdzie kontynuował działalność. Przed każdym występem przemawiał na temat postulowanej przez niego niepodległości Polski. W krótkim czasie udało mu się zbliżyć do doradcy prezydenta Wilsona, Edwarda House’a. Później spotkał się z samym prezydentem, któremu w styczniu 1917 roku przekazał memoriał na temat Polski (zawierający m.in. koncepcję Stanów Zjednoczonych Polski). Być może z tego powodu sprawa polskiej niepodległości znalazła się w słynnych 14 punktach Wilsona. W sierpniu 1917 roku został przedstawicielem na USA Komitetu Narodowego Polski z Romanem Dmowskim na czele.

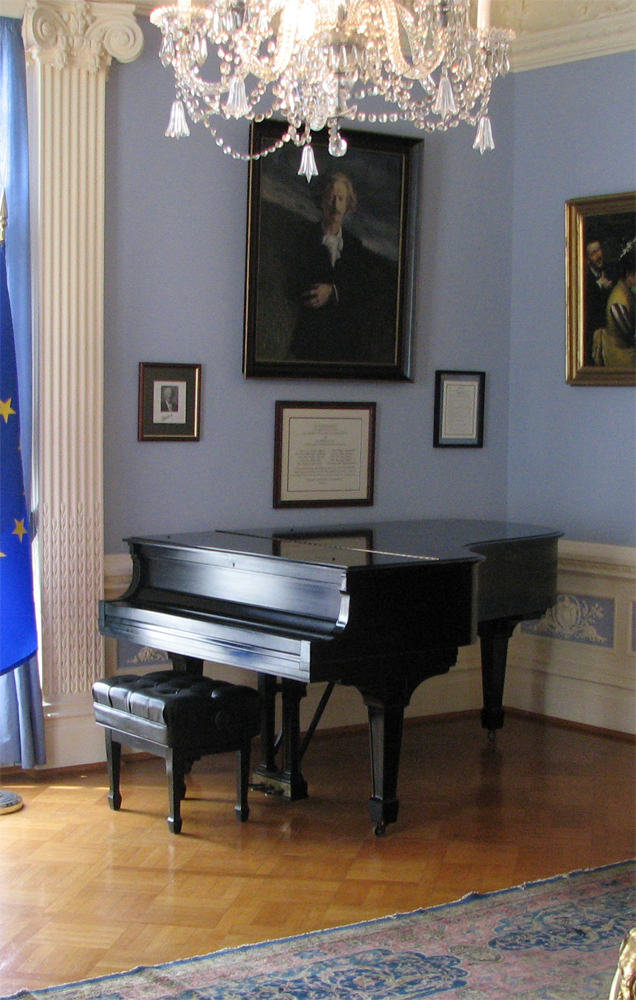
Fortepian Ignacego Jana Paderewskiego ofiarowany polskiej ambasadzie w Waszyngtonie

Po powrocie do kraju Józefa Piłsudskiego i powierzeniu przez niego misji formowania rządu Jędrzejowi Moraczewskiemu, również i Paderewski powrócił do Polski. Najpierw przypłynął 23 listopada 1918 roku do Liverpoolu, skąd udał się do Londynu . W ciągu kilku kolejnych dni rozmowy z nim prowadził ówczesny minister spraw zagranicznych Wielkiej Brytanii Arthur Balfour namawiając go do wyjazdu do Polski i pokierowania nowym rządem. Paderewski zażyczył sobie podróży do Warszawy przez Gdańsk i Toruń, chociaż były to formalnie ziemie jeszcze niemieckie . Z Paderewskim do Polski pojechała półoficjalna delegacja, na której czele stanął brytyjski attaché wojskowy Harry Herschel Wade , a jego zastępcą został Richard Kimens z Ministerstwa Spraw Zagranicznych Wielkiej Brytanii, były konsul angielski w Warszawie .
Paderewski wraz z żoną oraz z towarzyszącym im majorem Zygmuntem Iwanowskim w roli adiutanta wyruszył w podróż z portu Harwich do Polski na statku „Concord” . Jeszcze 23 grudnia statek zawinął do Kopenhagi, a 25 grudnia dobił do brzegu w Gdańsku. Paderewski zamieszkał w hotelu Danziger Hof, a 26 grudnia o godzinie 11 udał się pociągiem przez Piłę do Poznania . W celu uniknięcia demonstracji politycznych, Urząd Spraw Zagranicznych Rzeszy postanowił zakazać przyjazdu pianiście, a w Rogoźnie Niemcy starali się skierować wiozący go pociąg bezpośrednio do Warszawy z pominięciem Poznania. Dzięki postawie Paderewskiego i Wade’a zamierzenie to nie zostało zrealizowane. Paderewski przybył do Poznania 26 grudnia, czym wywołał ogromne poruszenie pośród miejscowych Polaków. Wręczenie mu nakazu opuszczenia miasta uniemożliwił niemieckim oficerom kordon Straży Ludowej. Paderewski udał się do hotelu Bazar, gdzie wydano na jego cześć okolicznościowy bankiet, po którym wygłosił przemówienie, zakończone owacją i manifestacją patriotyczną.
Jego przybycie do stolicy Wielkopolski i entuzjastyczne przywitanie stało się impulsem do wybuchu zakończonego sukcesem powstania.

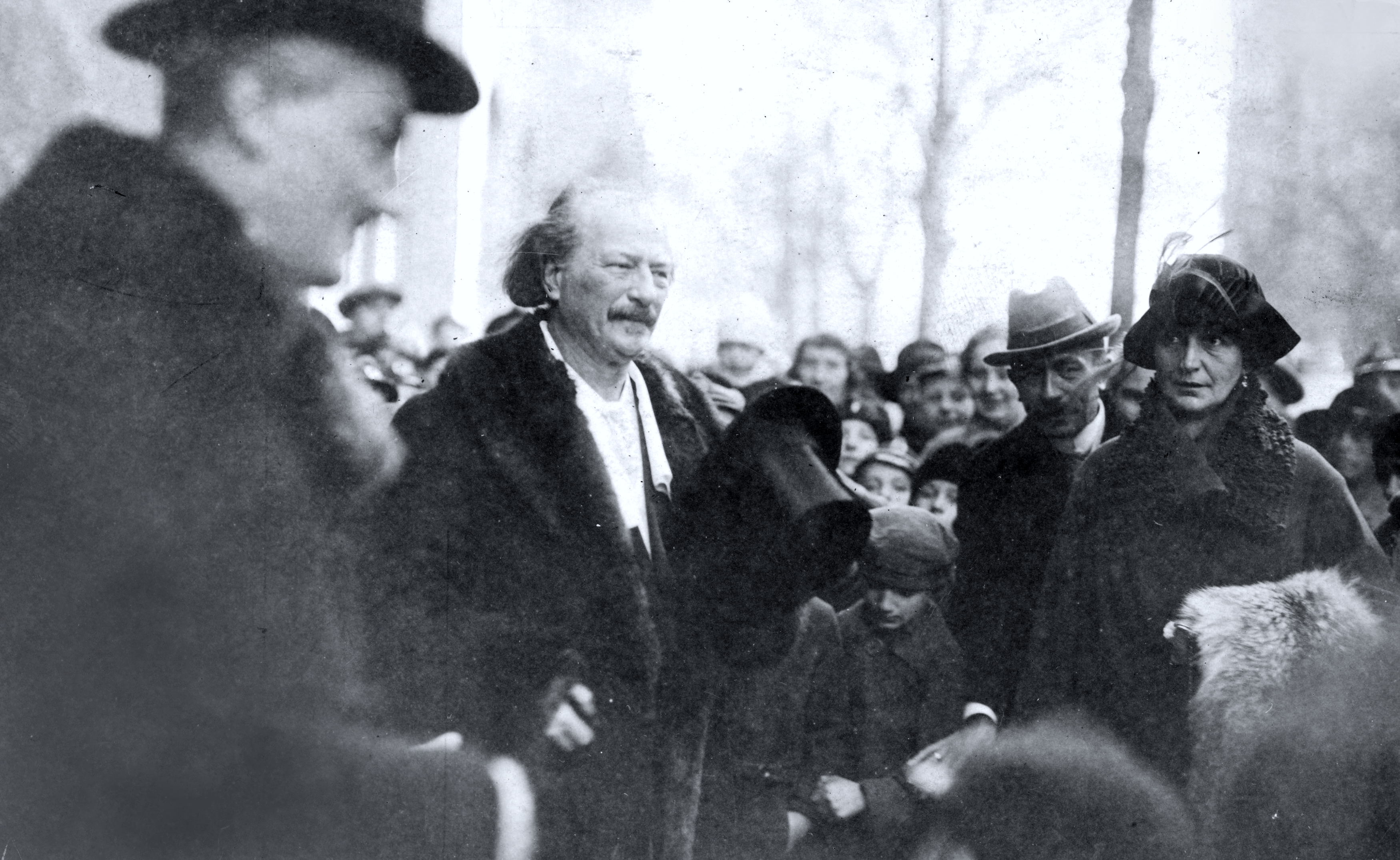
Przyjazd Ignacego Jana Paderewskiego do Poznania 27 grudnia 1918 był bezpośrednim impulsem do wybuchu powstania wielkopolskiego

Po przyjeździe pierwszego stycznia wieczorem do Warszawy, Paderewski w niedzielę czwartego stycznia spotkał się z Piłsudskim zaraz po spotkaniu wyjechał do Krakowa i wygłosił przemówienie pod pomnikiem Grunwaldzkim, wzywając wszystkich Polaków do jedności w pracy dla odrodzonego Kraju.Po powrocie z Krakowa do Warszawy podjął się roli mediatora pomiędzy nim a obozem Dmowskiego. 16 stycznia 1919 roku został premierem, pełniąc również funkcję ministra spraw zagranicznych. Wraz z Romanem Dmowskim jako delegat pełnomocny reprezentował Polskę na konferencji pokojowej w Paryżu, zakończonej podpisaniem traktatu wersalskiego, kończącego I wojnę światową. W tym czasie wsparł gen. Tadeusza Rozwadowskiego w jego planach tworzenia Legionu Amerykańskiego, który miał walczyć w Polsce z bolszewikami. W wyniku tych działań powstała polsko-amerykańska Eskadra Lotnicza im. Tadeusza Kościuszki. Paderewskiemu nie udało się zrealizować wszystkich założeń strony polskiej, jednak dał się poznać jako sprawny negocjator i dyplomata. Pomimo tego jego bezpartyjny rząd był krytykowany w kraju zarówno przez lewicę, jak i prawicę. Paderewski wiedział, że jego gabinet ma charakter przejściowy, dlatego w grudniu 1919 podał się do dymisji. Następnie wyjechał do Szwajcarii, aby odpocząć od polityki.

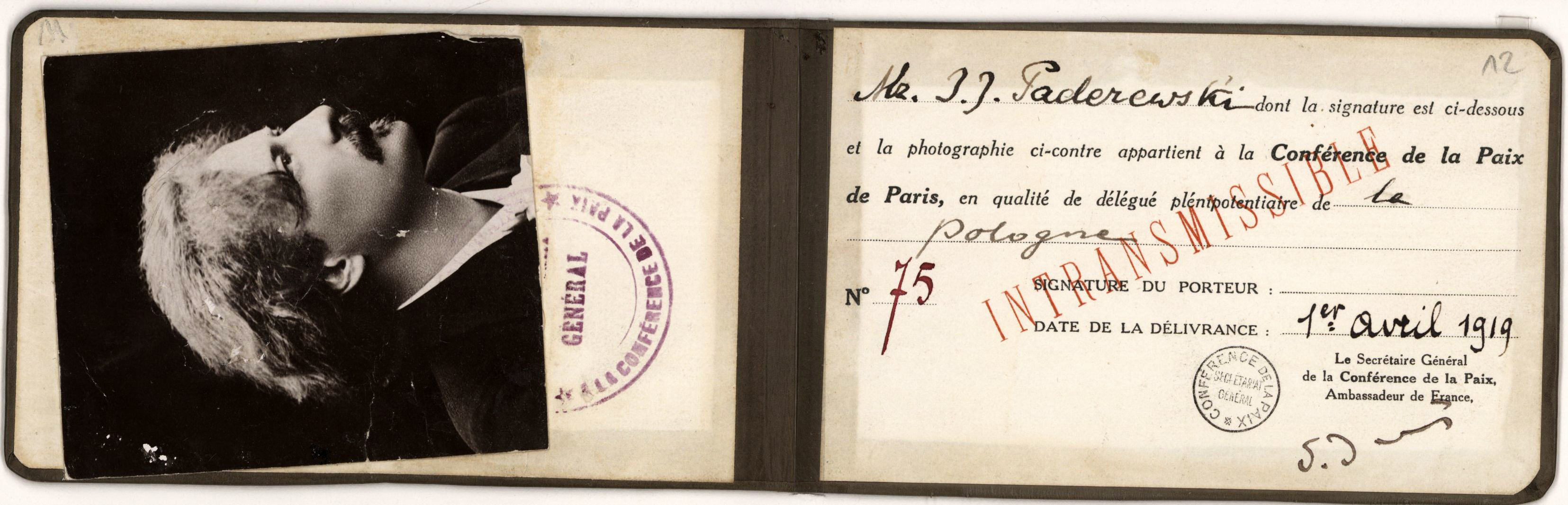
Przepustka Ignacego Paderewskiego jako delegata Polski na paryską konferencję pokojową 1919

Powrócił jednak do Polski w kulminacji wojny polsko-bolszewickiej w 1920 roku. W lipcu 1920 roku zaangażował się w starania dyplomatów brytyjskich mających odsunąć od władzy Józefa Piłsudskiego według ich wspólnej opinii odpowiedzialnego za klęskę wojsk polskich po wyprawie kijowskiej. Zaproponował Romana Dmowskiego na stanowisko premiera i przedstawił listę oficerów, którzy mogliby zastąpić Piłsudskiego na stanowisku Naczelnego Wodza.
Został wysłannikiem rządu polskiego do Ligi Narodów. Wkrótce jednak zrezygnował z tej funkcji w 1921 roku.
Należał do Bohemian Club jako honorowy członek niejawnego ugrupowania.

### Ostatnie lata

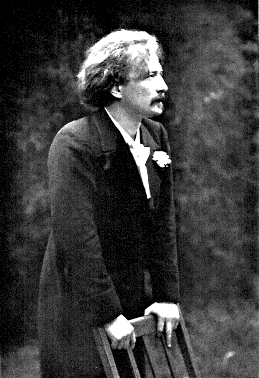
Ignacy Jan Paderewski (ok. 1900)

W 1922 roku wyjechał ponownie do USA, gdzie powrócił do koncertowania. Za odbycie trasy koncertowej po Stanach udało mu się zarobić 500 tys. dolarów, sumę jak na owe czasy astronomiczną. Później zajął się także działalnością charytatywną (w 1932 roku na występ Paderewskiego w Madison Square Garden przybyła rekordowa liczba widzów – 16 tys., a dochód z tego koncertu artysta przeznaczył na bezrobotnych amerykańskich muzyków). W tym czasie otrzymał wiele tytułów i odznaczeń, m.in. tytuł szlachecki od brytyjskiego monarchy Jerzego V.
Po śmierci Piłsudskiego w 1935 roku Paderewski współtworzył tzw. Front Morges. Organizacja ta, opozycyjnie nastawiona wobec sanacji, miała charakter centroprawicowy, a jednym z jej głównych założycieli był generał Władysław Sikorski. Front Morges domagał się demokratyzacji życia politycznego w kraju, ale również postulował wybór Paderewskiego na prezydenta Polski.
26 maja 1939 przeszedł zawał serca przed planowanym koncertem w Nowym Jorku, na który zostało wyprzedanych ok. 16 tys. biletów.
Po wybuchu II wojny światowej Paderewski wszedł w skład władz Polski na uchodźstwie. Został przewodniczącym Rady Narodowej Rzeczypospolitej Polskiej w Londynie, która stanowiła substytut Sejmu na emigracji. We wrześniu 1940 roku, mimo podupadającego zdrowia, udał się raz jeszcze do USA, by działać na rzecz Polski. Spowodował między innymi uzyskanie przez rząd Sikorskiego kredytów na uzbrojenie Polskich Sił Zbrojnych na Zachodzie. W czasie II wojny światowej jego nazwisko naziści niemieccy umieścili na liście wrogów III Rzeszy tzw. Czarnej Księdze.
Paderewski zmarł na zapalenie płuc 29 czerwca 1941 roku o jedenastej rano, w pokoju hotelowym Hotelu Buckingham na Manhattanie (Jednak sekcja zwłok wykazała, że od wielu lat cierpiał na raka jelita grubego, który dał przerzuty do płuc). Następnego dnia premier Rządu RP na uchodźstwie i Naczelny Wódz gen. Władysław Sikorski wydał rozkaz nr 11, w którego ostatnich słowach napisał:

Naród polski okryty głęboką żałobą po pamięci I.J. Paderewskiego traci z Jego odejściem od nas na zawsze jednego z największych swych duchów przewodnich. Cześć Jego pamięci! Rozkaz niniejszy odczytać przed frontem oddziałów i na pokładach okrętów Rzeczypospolitej Polskiej.

#### Pochówki
Pierwotnie Paderewski został pochowany na Narodowym Cmentarzu w Arlington w pobliżu Waszyngtonu, za sprawą osobistego działania w tej kwestii prezydenta Roosevelta. W ramach dokonujących się w Polsce przemian polityczno-społecznych po wyborach w czerwcu 1989, w dniu 29 czerwca 1992 roku trumnę z jego prochami sprowadzono do Polski, gdzie spoczęła w krypcie archikatedry św. Jana w Warszawie. Pośmiertnie odznaczony orderem wojennym Virtuti Militari.

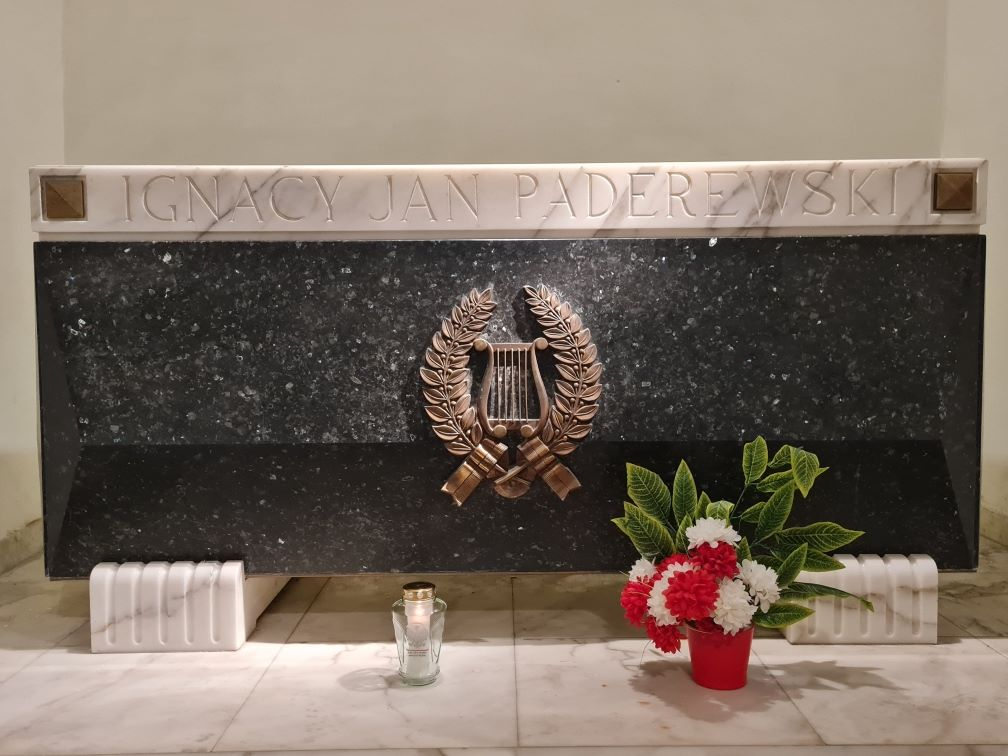
Sarkofag Ignacego Jana Paderewskiego

#### Serce Paderewskiego

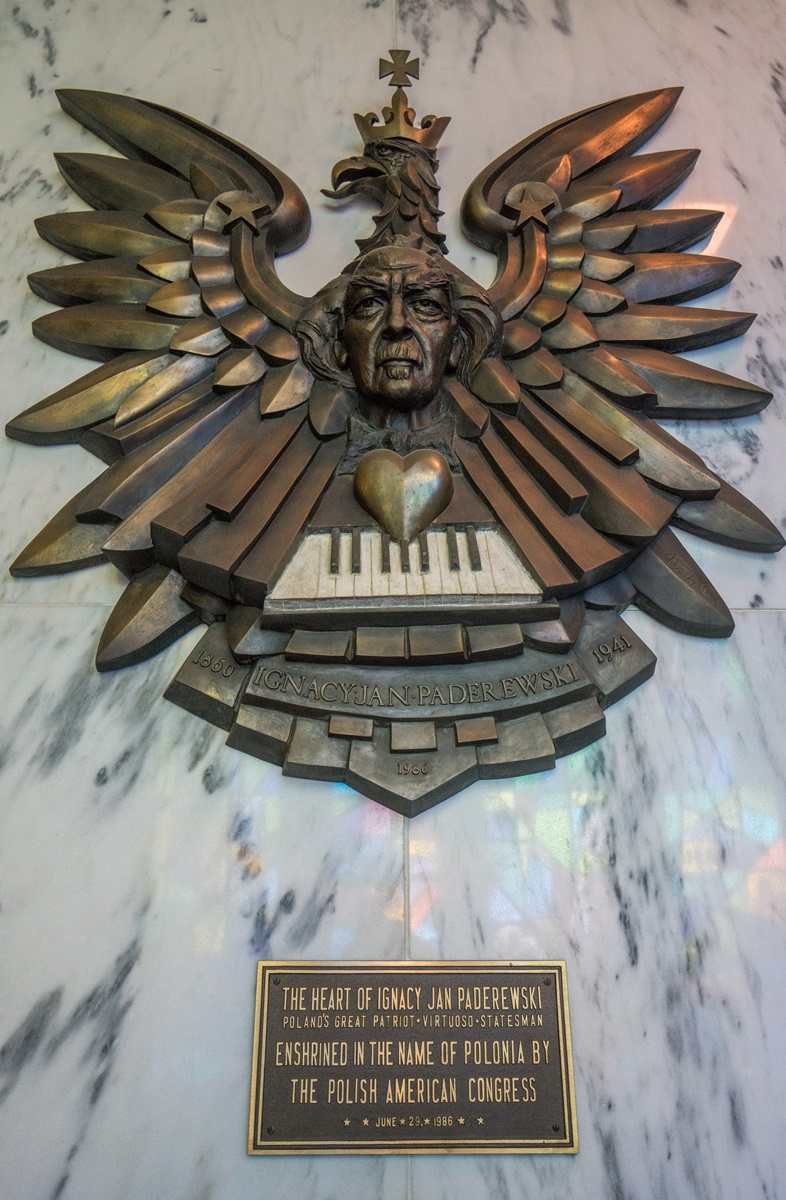
Tablica z sercem Paderewskiego w Narodowym Sanktuarium Matki Bożej Częstochowskiej w Doylestown

Podczas sekcji zwłok w tajemnicy usunięto z ciała I. Paderewskiego jego serce, z celem pochowania go w przyszłości w kościele św. Krzyża przy Krakowskim Przedmieściu w Warszawie, gdzie znajdowały się już i znajdują się serca F. Chopina i W.S. Reymonta. W jakiś czas po pogrzebie Jan Smoleński, przedsiębiorca pogrzebowy na Greenpoincie i znany tamtejszy działacz polonijny, który zajmował się pochówkiem Paderewskiego, przekazał urnę z sercem Paderewskiego nowojorskiej placówce Związku Weteranów Armii Polskiej na Brooklynie  na przechowanie.
Do kwestii tej powrócił pod koniec wojny ostatni osobisty sekretarz Paderewskiego – Ignacy Kołłupajło. W tym celu skontaktował się z szefem Wydziału Wschodnio-Europejskiego Białego Domu. Ten, po serii konsultacji, przekazał mu informację, że wobec nieustalonych w tym czasie nowych stosunków polsko-amerykańskich administracja rządowa USA na razie nie podejmuje działań w tym zakresie. W tej sytuacji Kołłupajło skontaktował się z kard. Spellmanem, aby pomógł przekazać urnę do kraju. Informacja o tym przedostała się do prasy wywołując falę ataków i gróźb ze strony części amerykańskiego środowiska polonijnego w stosunku do Kołłupajły, co spowodowało, że kardynał również nie podjął tej kwestii.
Kołłupajło w 1973 r., kiedy ukończył pisanie swoich wspomnień w Dallas o ostatnim roku życia Paderewskiego, nie znał miejsca przechowywania urny, ubolewając, że w dalszym ciągu pozostaje ona poza granicami Polski.
Informacje o dalszych losach urny zawarte są w materiale Danuty Piątkowskiej pt. Serce Paderewskiego. Według niej urna z sercem Paderewskiego została przypadkowo odnaleziona w 1959 r. w krypcie mauzoleum na nowojorskim cmentarzu Cypress Hill (Cyprysowe Wzgórze) m.in. przez Henryka Archackiego, wydawcę, dziennikarza, artystę-grafika, działacza i historyka Polonii amerykańskiej. Mimo że sprawie został nadany szeroki rozgłos medialny, kwestia godnego pochówku nie została podjęta przez tamtejsze środowisko polonijne.
Ponownie, w 1983 r., zostały o tym znalezisku poinformowane Kongres Polonii Amerykańskiej oraz Fundacja Kościuszkowska, które dopiero trzy lata później utworzyły Komitet Serca Paderewskiego pod przewodnictwem Henryka Archackiego. Staraniem komitetu urnę przewieziono do Johnson Atelier Technical Institute of Sculpture w Mercerville, NJ, do pracowni rzeźbiarza Andrzeja Pityńskiego i tam 26 czerwca 1986 r. dokonano jej komisyjnego otwarcia i potwierdzenia zawartości, po czym umieszczono ją w urnie-płaskorzeźbie wykonanej przez Andrzeja Pityńskiego. Tego samego dnia przewieziono ją do Doylestown, zwanego „amerykańską Częstochową”, do tamtejszego Narodowego Sanktuarium Matki Bożej Częstochowskiej i przytwierdzono do marmurowej ściany we wschodniej części westybulu świątyni. Uroczystość odsłonięcia i dedykacji odbyła się 29 czerwca 1986 r., w czterdziestą piątą rocznicę śmierci Paderewskiego.

## Życie prywatne

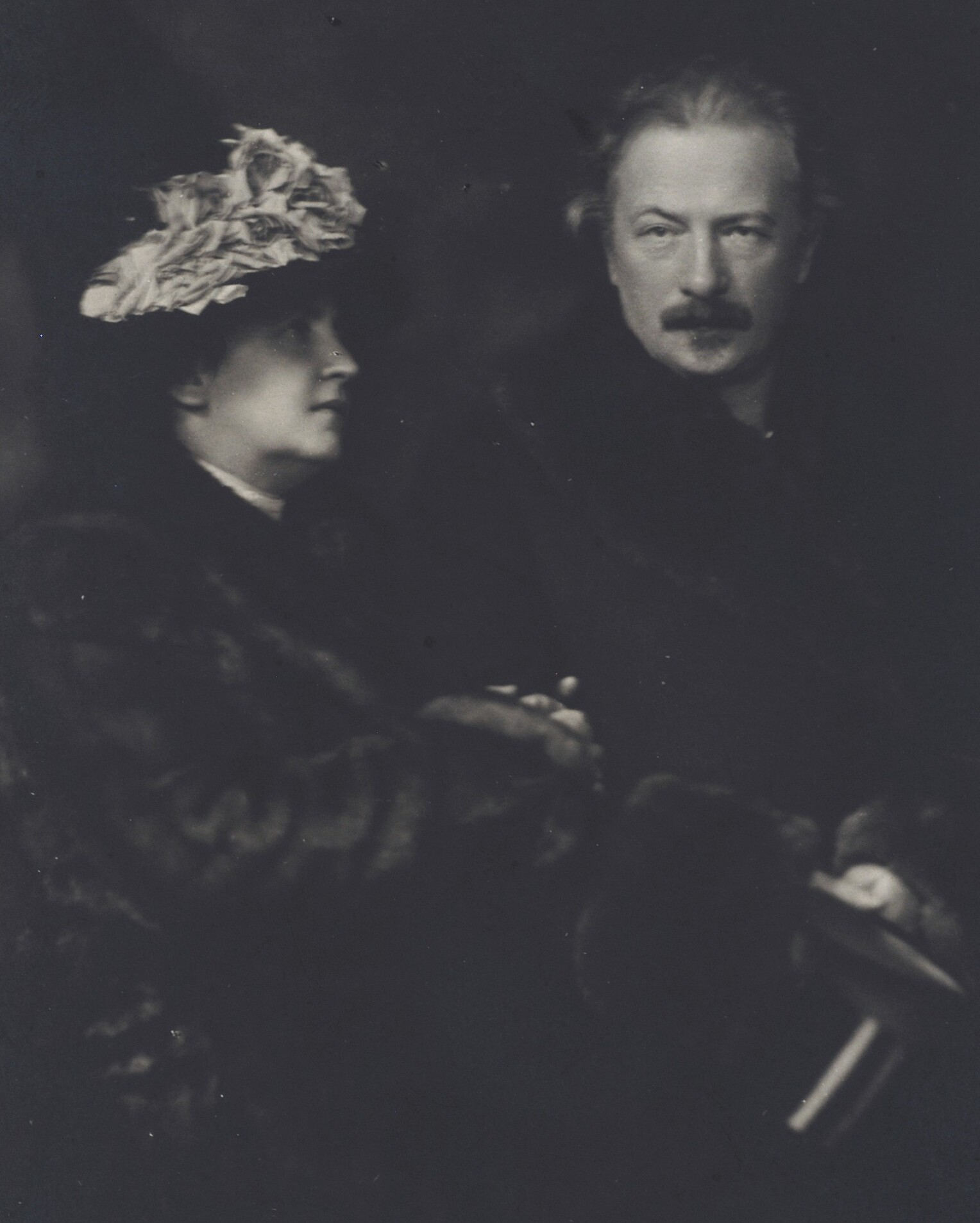
Ignacy Jan Paderewski z żoną, około 1915-1918

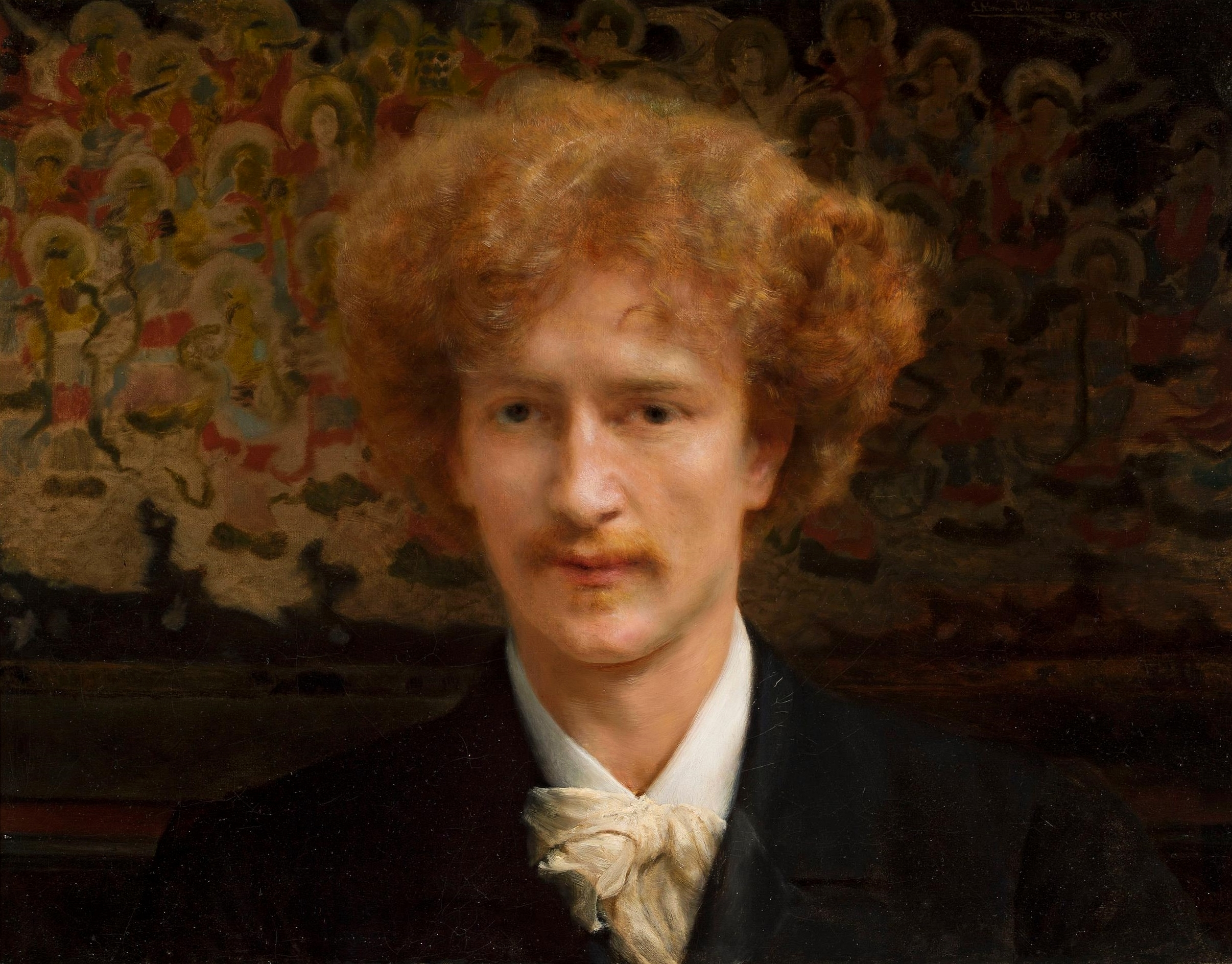
Lawrence Alma-Tadema, Portret Ignacego Jana Paderewskiego, 1890

7 stycznia 1880 roku Ignacy Jan Paderewski poślubił Antoninę Korsak, absolwentkę Instytutu Muzycznego w Warszawie. Ślub odbył się w Rudni na Wołyniu – majątku panny młodej. Antonina zmarła 9 miesięcy później, 18 października 1880 roku, krótko po porodzie. Ich syn, Alfred urodził się 9 października 1880 roku z chorobą Heinego-Medina. Zmarł on w 1901 roku, w wyniku powikłań związanych z chorobą krążenia.
31 maja 1899 roku Paderewski ożenił się ponownie, z Heleną Marią Górską z domu Rosen, wywodzącą się z rodziny spolonizowanych inflanckich Niemców. Ślub odbył się w kościele Świętego Ducha w Warszawie. Helena Paderewska zmarła 16 stycznia 1934 roku w Riond-Bosson.
Braćmi przyrodnimi Ignacego Jana Paderewskiego byli Józef Paderewski (1871–1958), wieloletni nauczyciel gimnazjalny w Bydgoszczy i Stanisław Paderewski (1875–1914), polski inżynier górniczy oraz porucznik Legionów Polskich, który poległ 14 listopada 1914 roku w bitwie pod Krzywopłotami.

## Ordery i odznaczenia
- Order Orła Białego (11 lipca 1921)[31][32][33]
- Krzyż Srebrny Orderu Wojennego Virtuti Militari (pośmiertnie, 1941)[34] nr 9092[35]
- Wielka Wstęga Orderu Odrodzenia Polski (2 maja 1923)[31][36][37]
- Złoty Wawrzyn Akademicki (5 listopada 1935)[38]
- Order Alberta (Saksonia, 1895)[32]
- Order Korony Rumunii (Rumunia, 1889)[32]
- Krzyż Wielki Orderu Legii Honorowej (Francja, 1929)[31]
- Wielki Oficer Orderu Legii Honorowej (Francja, 1921)[31]
- Krzyż Oficerski Orderu Legii Honorowej (Francja, 1909)[31]
- Krzyż Wielki Orderu śś. Maurycego i Łazarza (1925)[31][32]
- Krzyż Komandorski Orderu Korony Włoch (Włochy)[39]
- Krzyż Wielki Orderu Karola III (Hiszpania, 1906)[32]
- Wielka Wstęga Orderu Leopolda (Belgia, 1924)[31][32]
- Krzyż Wielki Orderu Imperium Brytyjskiego (GBE, 1925)[31][32]

## Tytuły i nagrody
Doktoraty honoris causa
- Uniwersytet Franciszkański, Lwów (1912),
- Uniwersytet Yale, New Haven (1917),
- Uniwersytet Jagielloński, Kraków (1919),
- Uniwersytet Oksfordzki (1920),
- Uniwersytet Columbia, Nowy Jork (1922),
- Uniwersytet Południowej Kalifornii, Los Angeles (1923),
- Uniwersytet Poznański (1924),
- Uniwersytet w Glasgow (1925),
- Uniwersytet w Cambridge (1926),
- Uniwersytet Warszawski (1926),
- Uniwersytet Nowojorski (1933)[32][40],
- Uniwersytet Lozański (1933)[41],

Inne
- Honorowy obywatel Lwowa (1912)[42],
- Honorowy Obywatel Miasta Poznania (1920)[43],
- Honorowy obywatel Warszawy (1919),
- Filister honoris causa korporacji akademickiej Patria[44],
- Nagroda Fundacji Erazma i Anny Jerzmanowskich przyznana przez Polską Akademię Umiejętności w 1919,
- Członek honorowy Kasyna i Koła Literacko-Artystycznego we Lwowie[45].

## Jako patron
Instytucje
- Akademia Muzyczna w Poznaniu

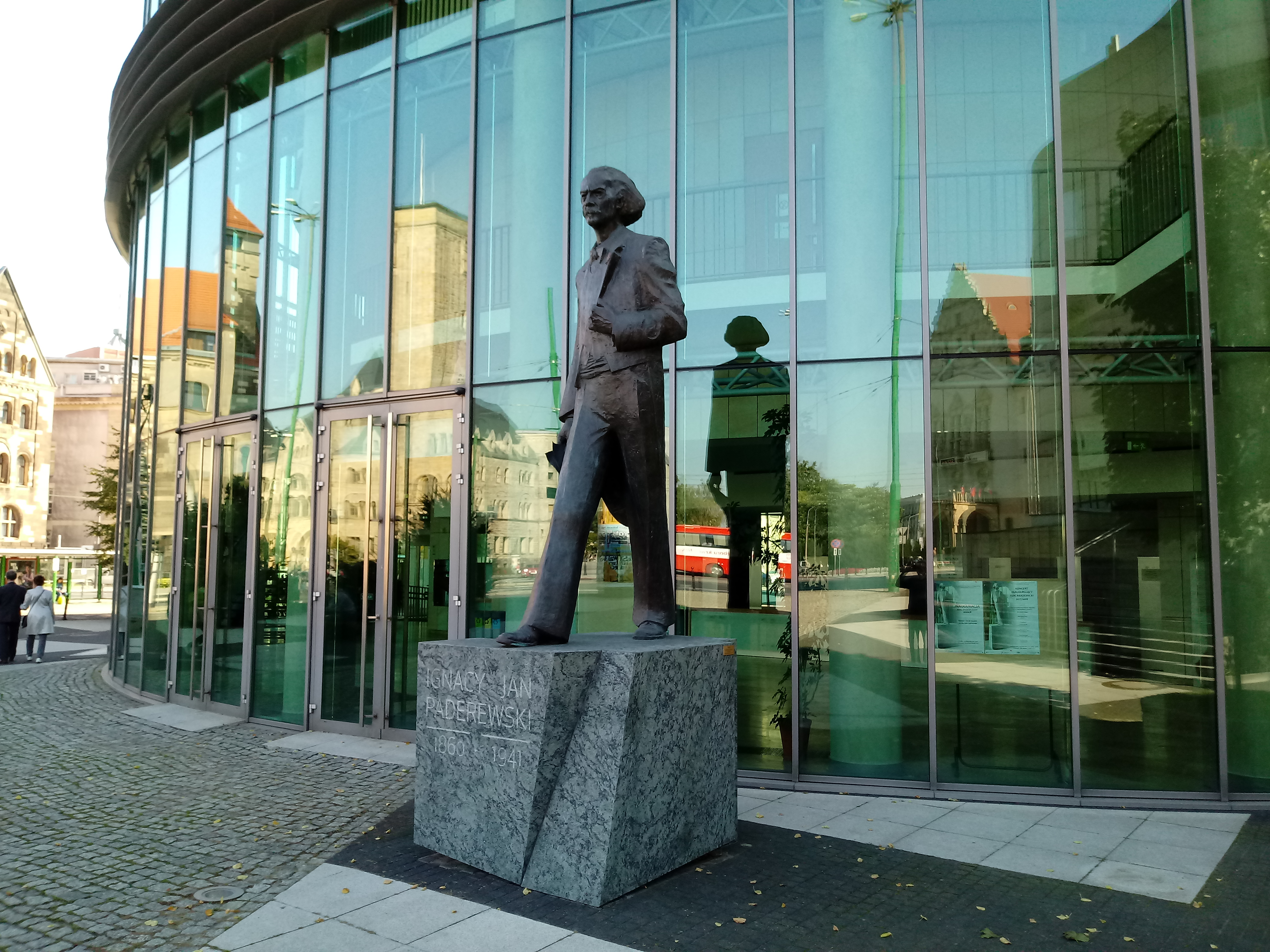
Pomnik Ignacego Jana Paderewskiego przed Aulą Nova Akademii Muzycznej w Poznaniu

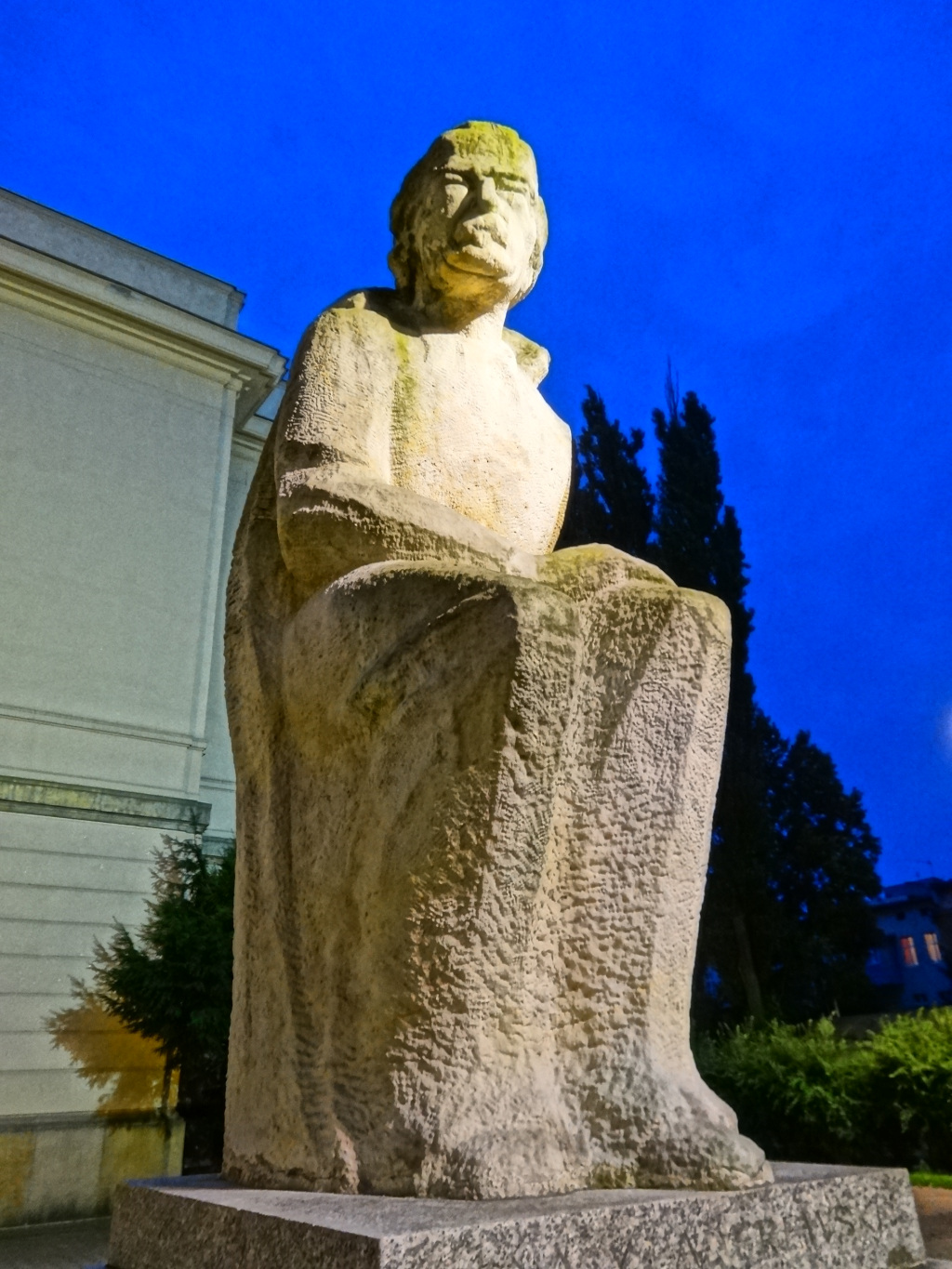
Pomnik Ignacego Jana Paderewskiego w Bydgoszczy przed Filharmonią Pomorską, której jest patronem

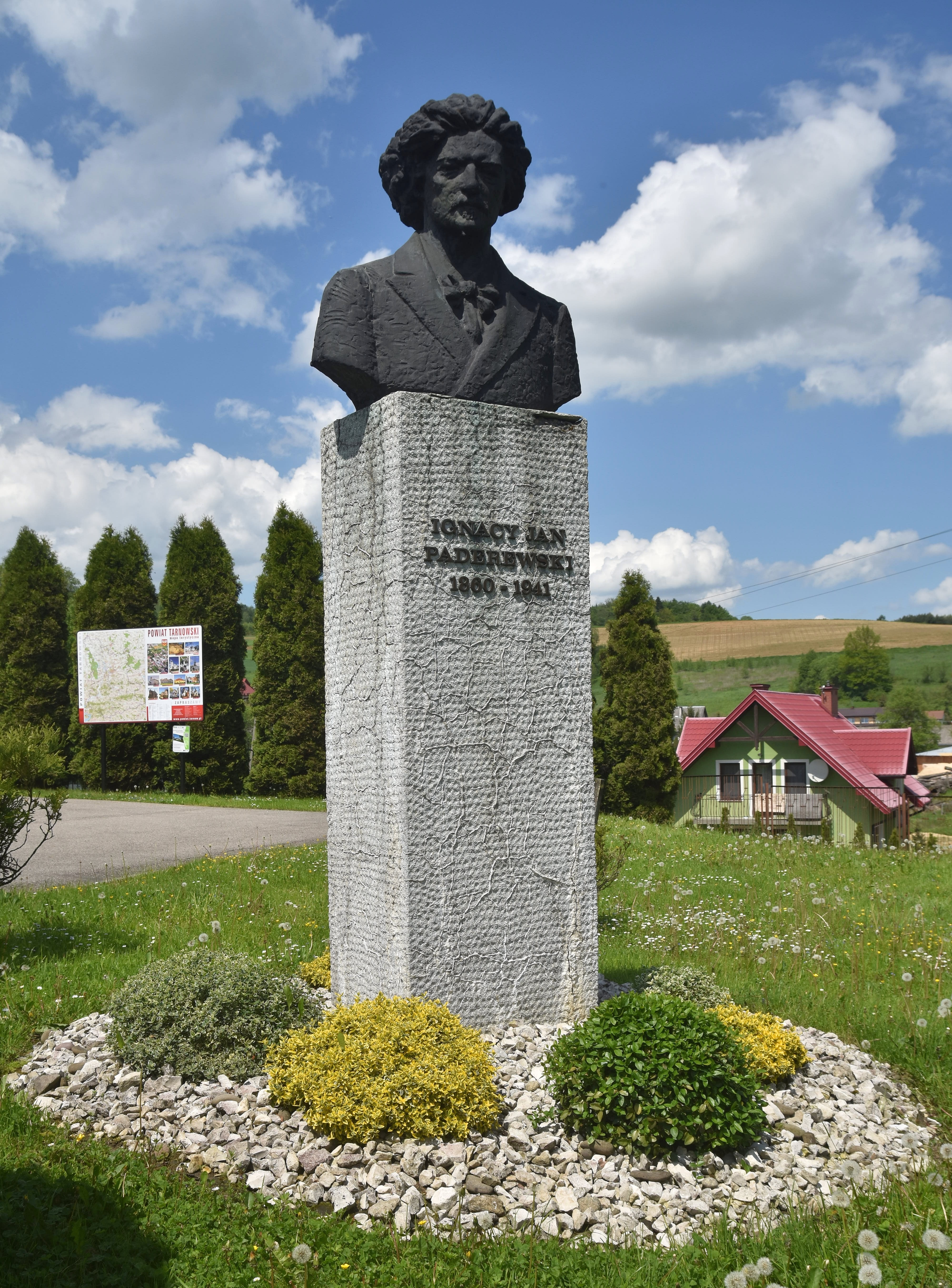
Pomnik przed dworkiem Paderewskiego w Kąśnej Dolnej

- Collegium Paderevianum Uniwersytetu Jagiellońskiego
- Towarzystwo Muzyczne w Bydgoszczy (co trzy lata organizujące Międzynarodowy Konkurs Pianistyczny im. Ignacego Jana Paderewskiego)
- Filharmonia Pomorska w Bydgoszczy
- Pociąg Pancerny „Paderewski”
- Instytut Paderewskiego[46]

Miejsca publiczne
- Park Skaryszewski w Warszawie
- Amfiteatr im. Ignacego Jana Paderewskiego w Koszalinie
- Port lotniczy Bydgoszcz im. Ignacego Jana Paderewskiego

Osiedla
- Osiedle Ignacego Paderewskiego w Katowicach (od 1980)

Szkoły
- Szkoła Podstawowa nr 4 im. Ignacego Jana Paderewskiego w Pruszczu Gdańskim[47]
- Zespół Szkół Ponadpodstawowych im. Ignacego Jana Paderewskiego w Sulejówku[48]
- Zespół Szkół Muzycznych im. Ignacego Jana Paderewskiego w Krośnie
- Szkoły im. Ignacego Jana Paderewskiego w Lubaszu
- Zespół Szkół Muzycznych im. Ignacego Jana Paderewskiego w Białymstoku
- V Liceum Ogólnokształcące im. Ignacego Paderewskiego w Bydgoszczy (do 2018 roku im. Leona Kruczkowskiego)
- Zespół Szkół im. Ignacego Jana Paderewskiego w Knurowie (potocznie nazywane „Paderkiem”)
- Państwowa Szkoła Muzyczna I i II stopnia im. I. Paderewskiego w Cieszynie
- Państwowa Szkoła Muzyczna I i II stopnia im. I.J. Paderewskiego w Chełmie
- Zespół Szkół Ogólnokształcących i Zawodowych im. Ignacego Jana Paderewskiego w Ciężkowicach
- X Liceum Ogólnokształcące w Katowicach (potocznie nazywane „Paderewą”)
- Międzynarodowe Liceum Ogólnokształcące Paderewski w Lublinie (potocznie nazywane „Paderkiem”)
- Zespół Szkół Ogólnokształcących im. Ignacego Jana Paderewskiego w Łasku-Kolumnie
- VI Liceum Ogólnokształcące w Poznaniu (potocznie nazywane „Paderkiem”)
- Ogólnokształcąca Szkoła Muzyczna I st. im. I.J. Paderewskiego w Krakowie
- Państwowa szkoła muzyczna I i II st. im. I.J. Paderewskiego w Słupsku
- Gimnazjum nr 95 z Oddziałami integracyjnymi im. I.J. Paderewskiego w Warszawie
- Szkoła Podstawowa nr 378 im. I.J. Paderewskiego w Warszawie
- Zespół Szkół nr 1 im. Ignacego Paderewskiego (składający się z I Liceum Ogólnokształcącego z Oddziałami Dwujęzycznymi i Publicznego Gimnazjum Dwujęzycznego nr 12) w Wałbrzychu
- Zespół Szkół Muzycznych im. I.J. Paderewskiego w Tarnowie[49]
- Państwowa Szkoła Muzyczna I stopnia im. Ignacego Jana Paderewskiego w Kartuzach[50]
- Państwowa Szkoła Muzyczna I i II st. im. I.J. Paderewskiego w Stalowej Woli[51]
- Państwowa Szkoła Muzyczna I i II st. im. I.J. Paderewskiego w Piotrkowie Trybunalskim[52]
- Szkoła Podstawowa im. Ignacego Jana Paderewskiego w Skołoszowie[53]
- Zespół Szkół Samochodowych i Licealnych nr 3 im. I.J. Paderewskiego w Warszawie[54]
- Szkoła Podstawowa Nr 27 im. Ignacego Jana Paderewskiego w Rzeszowie[55]

## Upamiętnienie

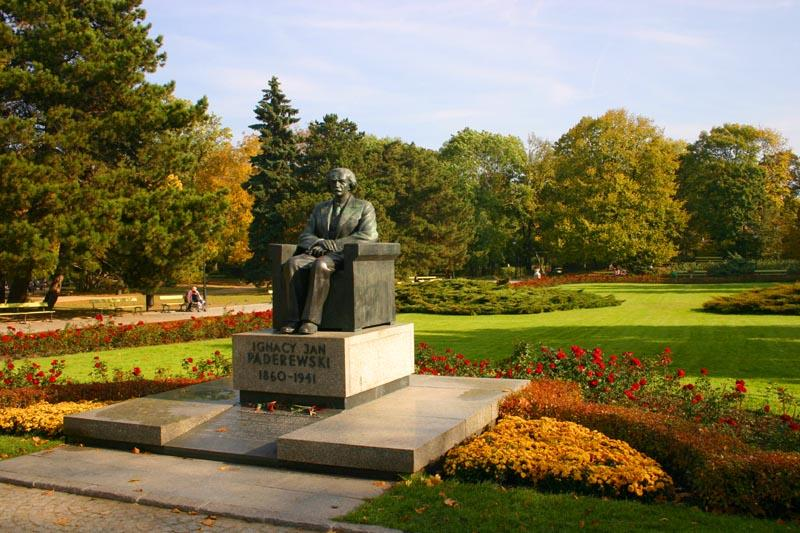
Pomnik Ignacego Jana Paderewskiego w parku Ujazdowskim w Warszawie

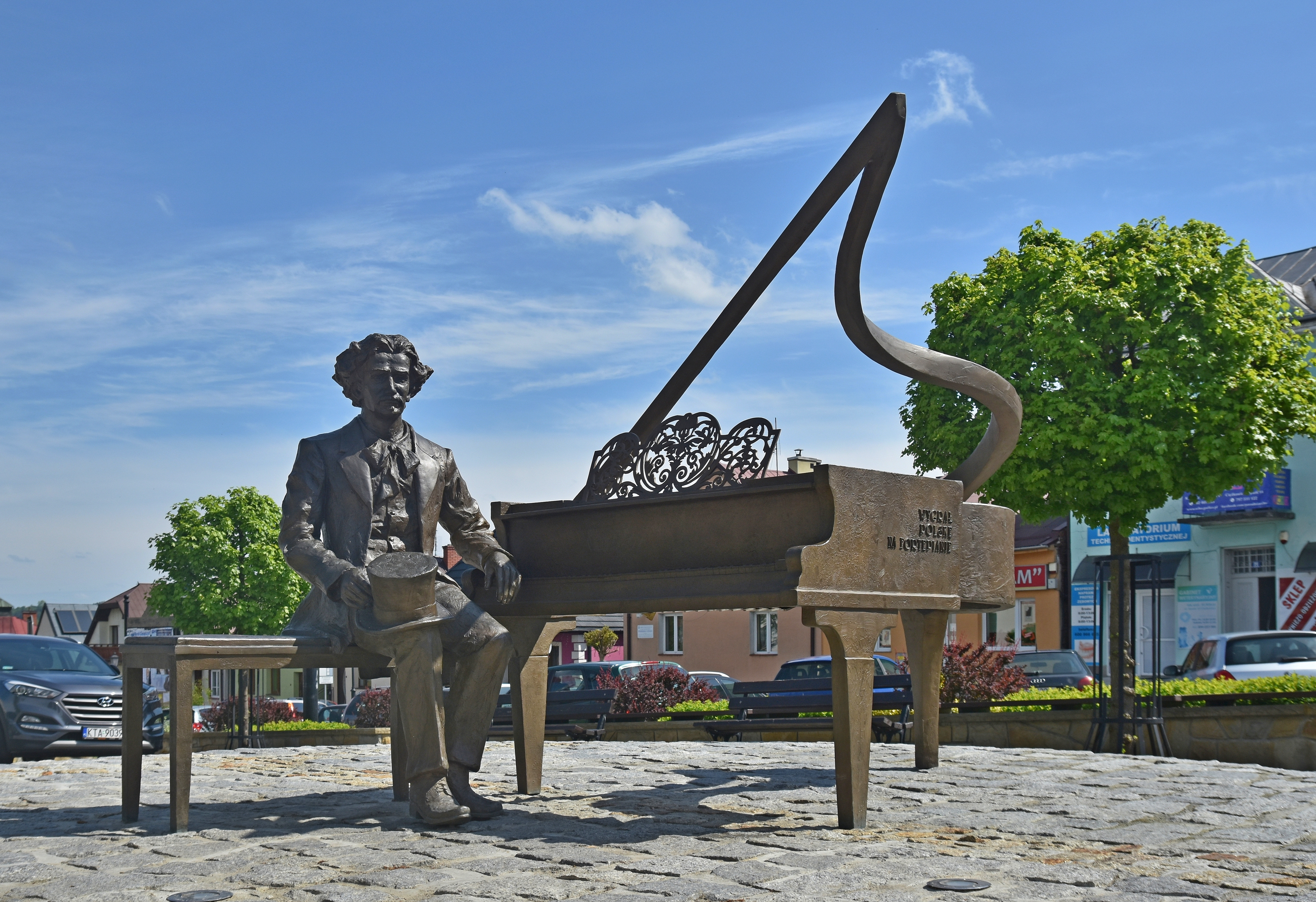
Ławeczka Paderewskiego w Ciężkowicach

- Czesław Halski napisał publikacje pt. Ignacy Jan Paderewski w dziesiątą rocznicę zgonu. Szkic biograficzny (1951) oraz Ignacy Jan Paderewski. Dzieje wielkiego Polaka i wielkiego Europejczyka (1964)[56].
- W 1975 roku wyemitowano polską monetę kolekcjonerską o nominale 100 zł. Moneta ta została wykonana ze srebra próby 625 w nakładzie 60 184 egzemplarzy, miała średnicę 32 mm i wagę 16,5 g, rant gładki[57].
- W 1991 roku powstał biograficzny film dokumentalny pt. Powrót Paderewskiego w reżyserii Aliny Czerniakowskiej.
- Uchwałą z 7 grudnia 2000 Sejm RP zdecydował o ustanowieniu roku 2001 Rokiem Ignacego Jana Paderewskiego[58].

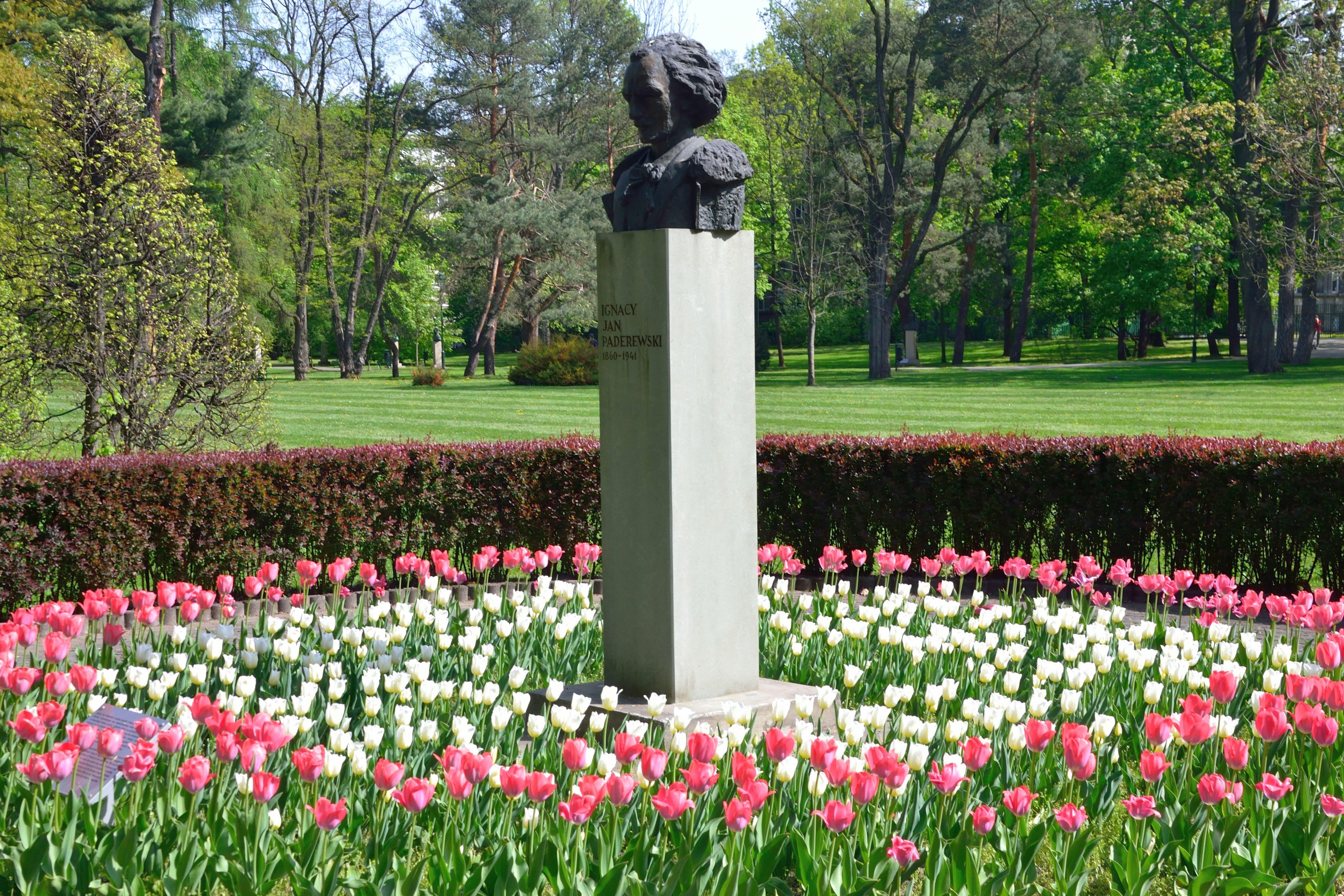
Pomnik Ignacego Paderewskiego w Parku Jordana w Krakowie

- 11 listopada 2003 roku w parku im. Henryka Jordana w Krakowie odsłonięto popiersie Ignacego Paderewskiego zrealizowane w ramach projektu „słynni Polacy XX w.” (IV.6). 3 listopada 1985 roku jedną ze skał w Skamieniałym Mieście w Ciężkowicach nazwano Basztą I.J. Paderewskiego i zamontowano na niej tablicę upamiętniającą kompozytora[59].
- Wizerunek Paderewskiego widnieje na wyemitowanej przez Narodowy Bank Polski w 2009 r. z okazji 90. rocznicy powstania wielkopolskiego srebrnej monecie kolekcjonerskiej o nominale 10 złotych oraz towarzyszącej jej monecie okolicznościowej o nominale 2 złotych wykonanej ze stopu nordic gold[60].
- W 2009 roku Polska Wytwórnia Papierów Wartościowych wydrukowała banknot testowy z wizerunkiem Ignacego Jana Paderewskiego[61].
- 29 października 2010 roku Sejm RP przyjął uchwałę, w której uczcił pamięć Ignacego Jana Paderewskiego w 150. rocznicę jego urodzin[62]. Z tej samej okazji Poczta Polska wydała znaczek pocztowy z fotografią pianisty[63].
- Od 2014 roku organizowany jest w Warszawie w pierwszej połowie listopada Międzynarodowy Festiwal Ignacego Jana Paderewskiego[64]. 3 maja 2018 roku na rynku w Ciężkowicach został odsłonięty pomnik ławeczka Ignacego Jana Paderewskiego.
- Wizerunek Paderewskiego widniał na banknocie o nominale 2 000 000 zł, będącym w obiegu w latach 1992–1996[65].
- Jego wizerunek znajduje się na 10. i 11. stronie polskich paszportów wydawanych od 5 listopada 2018 roku[66].
- W 2018 r. Poczta Polska wydała w nakładzie 180 tys. sztuk należący do serii „100. rocznica odzyskania przez Polskę niepodległości” i zaprojektowany przez Marzannę Dąbrowską znaczek pocztowy o nominale 2,60 zł upamiętniający Ignacego Jana Paderewskiego[67].
- W 2019 roku Narodowy Bank Polski wydał banknot kolekcjonerski o nominale 19 złotych z wizerunkiem Ignacego Jana Paderewskiego[68].
- Wizerunek Paderewskiego widnieje na wydanym przez Pocztę Polską w 2019 r. z okazji stulecia istnienia PWPW znaczku pocztowym o nominale 14,50 zł i nakładzie 130 tys. sztuk[69].
- W lutym 2020 Ignacy Jan Paderewski został jednym z patronów państwowej instytucji kultury – Instytutu Dziedzictwa Myśli Narodowej im. Romana Dmowskiego i Ignacego Jana Paderewskiego, powołanej przez ministra kultury i dziedzictwa narodowego Piotra Glińskiego[70].
- W 2020 roku w Teatrze Muzycznym w Poznaniu powstał musical inspirowany życiem i twórczością Paderewskiego, pod tytułem Virtuoso[71]. W spektaklu pojawiają się też inne postacie historyczne, m.in. Józef Piłsudski, Roman Dmowski i Helena Modrzejewska. Reżyserem musicalu jest Jerzy Jan Połoński, a libretto i muzykę napisał Matthew Hardy.

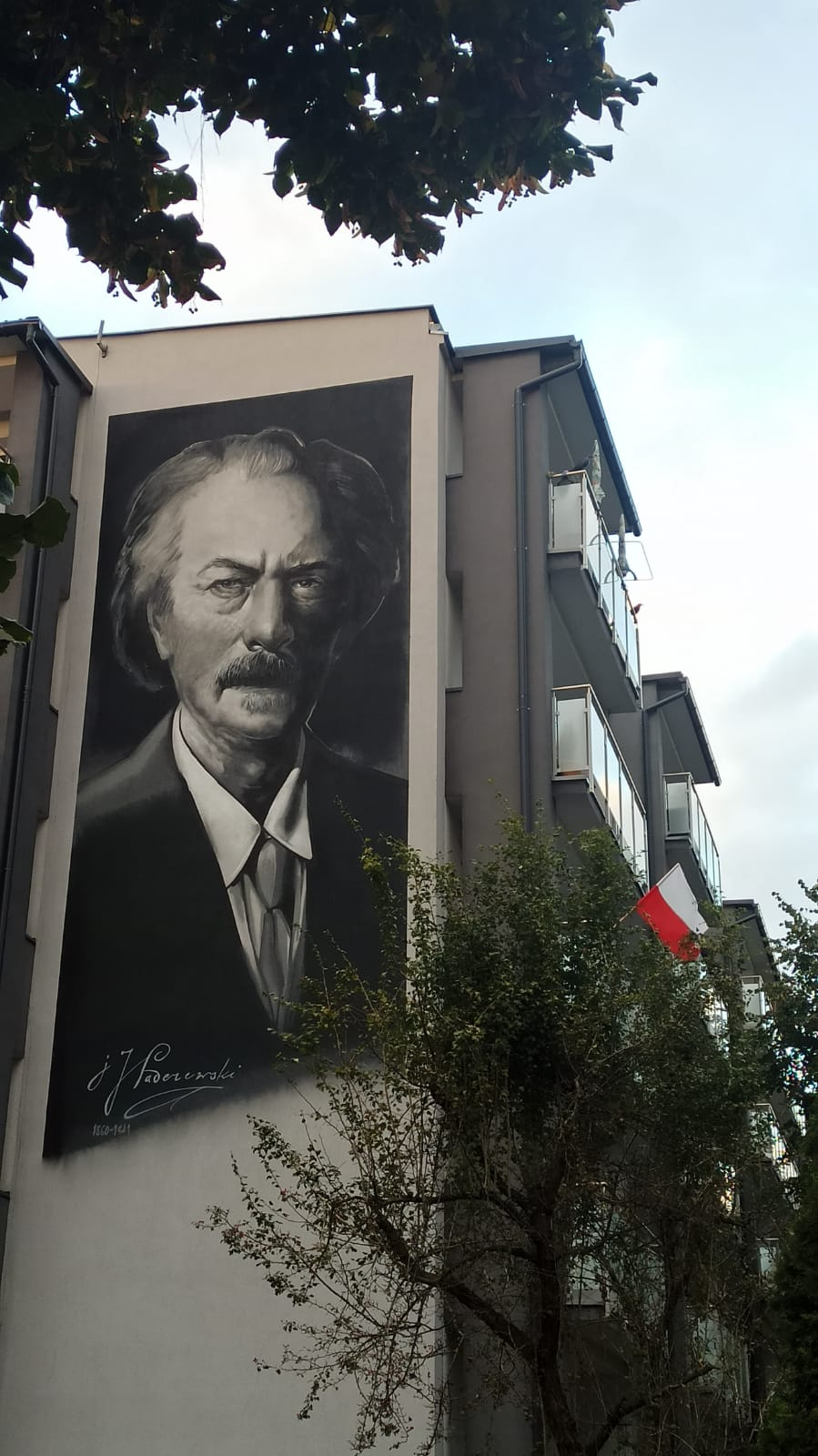
Mural z wizerunkiem I.J.Paderewskiego w Nowym Dworze Mazowieckim

- W czerwcu 2023 r. odsłonięto mural upamiętniający postać I.J. Paderewskiego w Nowym Dworze Mazowieckim przy ulicy Paderewskiego 10. Mural powstał z inicjatywy wspólnoty mieszkaniowej (pomysłodawca Zbigniew Tarnowski) przy udziale władz miasta.
- W 2024 w Muzeum Wnętrz w Otwocku Wielkim, oddziale Muzeum Narodowego w Warszawie (MNW) zorganizowano wystawę stałą pt. "Dar Paderewskiego". Wystawa prezentuje ponad 220 dzieł sztuki i pamiątek związanych z Ignacym Janem Paderewskim[72].
- W 2025 przy Placu Słowiańskim w Malborku odsłonięto pomnik Ignacego Jana Paderewskiego[73].

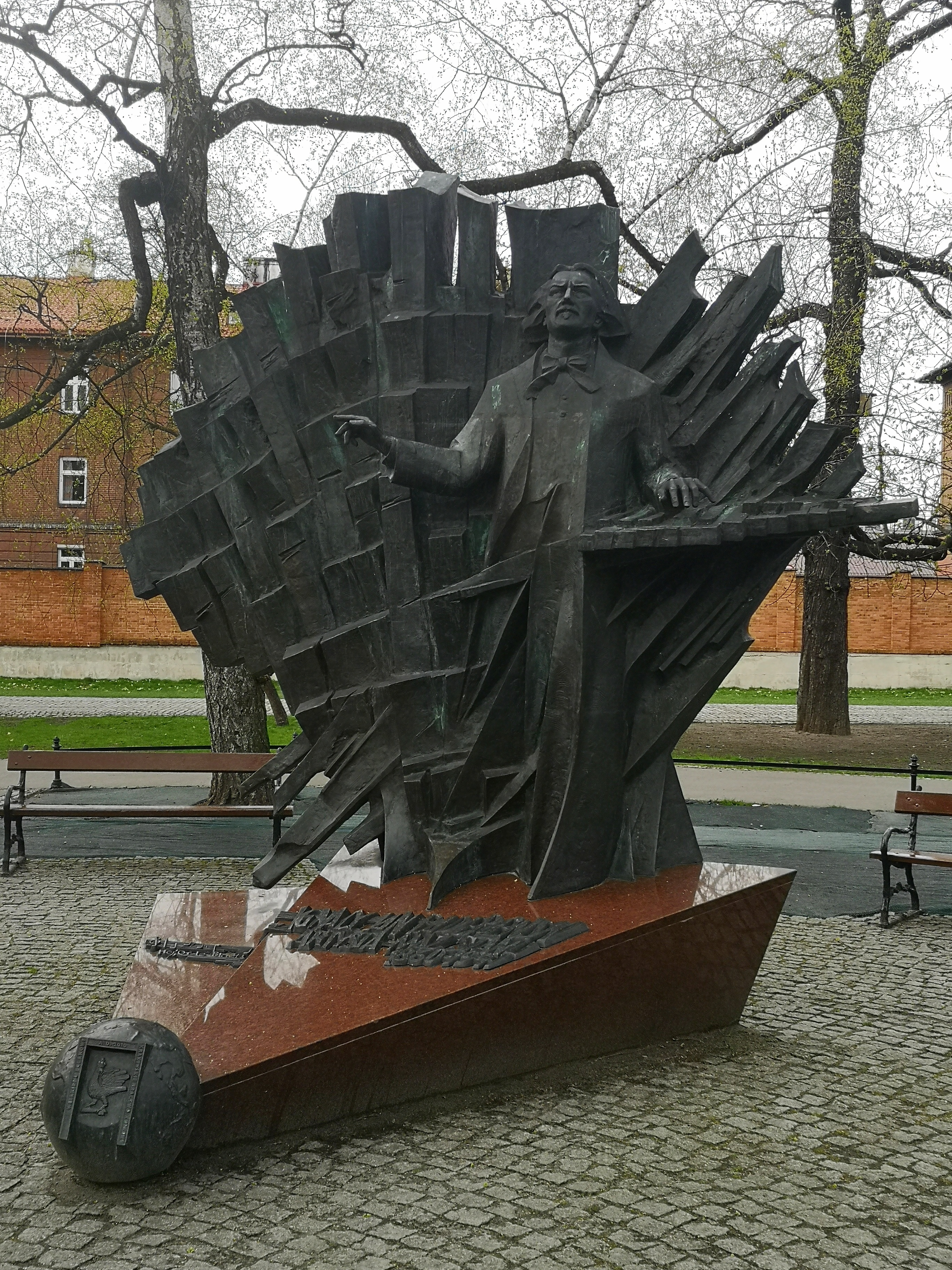
Pomnik Ignacego Paderewskiego w Parku Strzeleckim w Krakowie

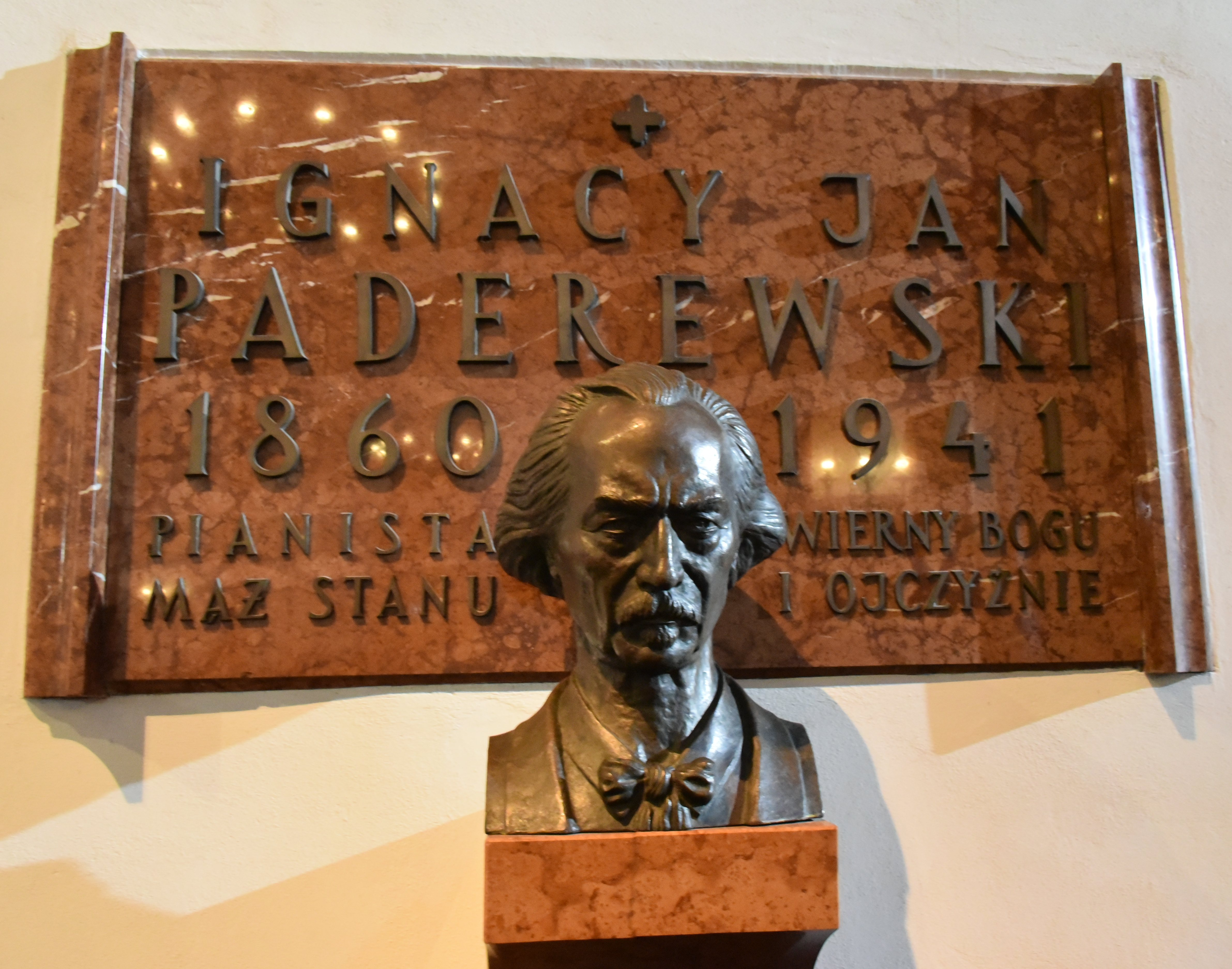
Popiersie Ignacego Paderewskiego w Archikatedrze św. Jana w Warszawie

## Odniesienia w filmie
Postać Ignacego Jana Paderewskiego została ukazana w dwóch polskich fabularyzowanych filmach historycznych: Najdłuższa wojna nowoczesnej Europy (1979–1981) i Polonia Restituta (1983). W jego rolę wcielali się aktorzy: w pierwszym Marek Walczewski, a w drugim Krzysztof Chamiec.
Paderewski jest jednym z głównych bohaterów filmu Hiszpanka (2015) w reż. Łukasza Barczyka, luźno opartego na wydarzeniach powstania wielkopolskiego. Film przedstawia fikcyjną reinterpretację podróży Paderewskiego z Londynu do Poznania oraz przemówienie z balkonu hotelu Bazar. W rolę kompozytora wcielił się Jan Frycz.